# المعهد العالي للفنون والحرف بتطاوين
'المعهد العالي للفنون والحرف بتطاوين  هو إحدى المؤسسات العليا التابعة لجامعة قابس، والوحيدة بولاية تطاوين بالجنوب التونسي.

## أرقام
طبقا لأرقام السنة الدراسية 2007-2008 يدرس بها 169 طالبا من بينهم 134 طالبة.

## الإدارة
- المدير: رياض بن عاشور
- كاتب المؤسسة: بوبكر هلة

## الشراكة والتعاون
تم إبرام عدة إتفاقيات تعاون مع الهياكل الوطنية والجهوية:
- الديوان الوطني للصناعات التقليدية.
- الوكالة الوطنية للتشغيل والعمل المستقل.
- الجمعية التونسية للوقاية من حوادث طرقات.
- المندوبية الجهوية للشباب والرياضة والتربية البدنية بتطاوين.
- معمل الطين بالقصور.

## مقالات ذات صلة
- جامعة قابس

## روابط خارجية
- الموقع الرسمي للمعهد.